# Иноквил (Северна Каролина)
Иноквил (енгл. Enochville) насељено је место без административног статуса у америчкој савезној држави Северна Каролина.

## Демографија
По попису из 2010. године број становника је 2.925, што је 74 (2,6%) становника више него 2000. године.
| Група             | 2000.         | 2010.         |
| Белци             | 2.696 (94,6%) | 2.672 (91,4%) |
| Афроамериканци    | 58 (2,0%)     | 38 (1,3%)     |
| Азијати           | 17 (0,6%)     | 23 (0,8%)     |
| Хиспаноамериканци | 61 (2,1%)     | 173 (5,9%)    |
| Укупно            | 2.851         | 2.925         |